# Timo Soini
Timo Juhani Soini (Rauma, 30 mei 1962) is een Finse politicus. Tussen mei 2015 en juni 2019 was hij vicepremier en minister van Buitenlandse Zaken in het centrumrechtse kabinet van Juha Sipilä. Soini is de oprichter en voormalige leider van de Finnenpartij. Eerder was hij parlementslid in het Europees Parlement en de Eduskunta. 
De Finnenpartij kreeg 19,1% van de stemmen bij de parlementaire verkiezingen van 17 april 2011. Het resultaat was een shock voor de bestaande politieke partijen in Finland. In 2015 kreeg de Finnenpartij 17,7% van de stemmen en ging deel uitmaken van de regering. Soini staat internationaal bekend als een criticus van bailouts en stabiliteitsmechanismen.

## Biografie

### Beginperiode (1992-2011)
Soini was tussen 1983 en 1992 secretaris-generaal en voorzitter van de Kehittyvän Suomen Nuorten Liitto, een jeugdbeweging in Finland. In 1988 studeerde hij af aan de Universiteit van Helsinki met een master in politieke wetenschappen. Soini vervulde tevens zijn militaire dienstplicht en verwierf de titel korporaal. In zijn jeugd bracht hij veel bezoeken aan Ierland en zijn ervaringen brachten hem een grote toewijding aan het rooms-katholieke geloof. 
Soini was lid van de Finse Boerenpartij. Tussen 1992 en 1995 was hij tevens secretaris-generaal van de partij. In 1995 werd de Boerenpartij opgeheven en ging Soini verder met een nieuwe partij. In 1997, twee jaar na de oprichting van de partij, volgde Soini partijgenoot Raimo Vistbacka op als partijleider. In 1999 ontving Soini niet genoeg stemmen om zitting te nemen in het Fins parlement. Vier jaar later werd hij alsnog gekozen. Soini deed in 2006 mee aan de presidentiële verkiezingen en eindigde als vijfde in de eerste ronde. Hij ontving 3,4% van de stemmen.
Tussen 2009 en 2011 was Soini parlementslid in het Europees Parlement. 

### Politieke doorbraak (2011-heden)
De Finnenpartij verkreeg 39 van de 200 zetels bij de parlementaire verkiezingen van 2011. Soini ontving 43.437 persoonlijke stemmen (1,5% van de stemmen) en had daarmee het hoogste aantal stemmen van alle kandidaten. In vier jaar tijd was de partij gestegen van 4,1% naar 19,1% van de stemmen. Soini weigerde te participeren in de onderhandelingen voor een coalitiekabinet met premier Jyrki Katainen. Hun meningen over de Europese Unie waren te verschillend. 
Bij de parlementaire verkiezingen van 2015 verloor de Finnenpartij één zetel ten opzichte van vier jaar eerder. De partij werd de tweede grootste partij na de Centrumpartij. Tussen mei 2015 en juni 2019 was Soini minister van Buitenlandse Zaken. 
- Library of Congress Control Number: n2014073492
- Virtual International Authority File: 312787058
- WorldCat: E39PBJqBmwGJ7BqQYTFmVK8XBP